# Scientific Perspectives on Divine Action
Scientific Perspectives on Divine Action (Perspectivas Científicas sobre a Ação Divina) é um conjunto de cinco volumes que representa mais de uma década de conferências científico-teológicas patrocinadas pelo Observatório do Vaticano e pelo Center for Theology and the Natural Sciences.     

## Volumes
- Neuroscience and the Person: Scientific Perspectives on Divine Action
- Chaos and Complexity: Scientific Perspectives on Divine Action
- Quantum Cosmology and the Laws of Nature: Scientific Perspectives on Divine Action
- Evolutionary and Molecular Biology: Scientific Perspectives on Divine Action
- Quantum Mechanics: Scientific Perspectives on Divine Action, Robert John Russell (Corporate Author), Philip Clayton (Corporate Author), Kirk Wegter-McNelly (Ed), John Polkinghorne (Ed)